# 2808 Belgrano
2808 Belgrano è un asteroide della fascia principale. Scoperto nel 1976, presenta un'orbita caratterizzata da un semiasse maggiore pari a 3,0048772 UA e da un'eccentricità di 0,0852579, inclinata di 8,96132° rispetto all'eclittica.